# Зимовка (Коми)
Зимовка — посёлок в Койгородском районе Республики Коми.
Находится на левом берегу Сысолы в 27 км к северо-западу от Койгородка и в 125 км к югу от Сыктывкара.

## Население
| 1989 | 2002 | 2010 |
| ---- | ---- | ---- |
| 509  | ↘421 | ↘294 |

## История
Первое поселение, на месте нынешнего, возникло после 1918 года, с 1926 года упоминается как станция Зимовка в Гривенском сельском совете (1 двор, 1 житель).
В 1956 году — зимовье Зимовка. Здесь останавливались на ночлег все, кто шёл пешком по бездорожью в Сыктывкар или сёла по городскому тракту.
В июне 1958 года прибыли первые поселенцы, четыре семьи: Кармановы, Истомины, Эрфурт, Майбуровы. Они жили в палатках и на чердаке избушки, начав валить лес на том месте, где сейчас вырос посёлок.
В 1958 году образовался лесопункт. Одновременно со строительством посёлка велась вручную валка и сплав плотами по реке Сысоле. С приходом техники и укладкой дорог, началось строительство нижнего склада, раскряжёвка леса на сортименты и вывоз в Сыктывкар на ЛПК.

## Транспорт
В посёлке есть 1 остановка, куда ездят автобусные маршруты 504 до Сыктывкар, и 558 до Поздь.

## Образование
В посёлке расположена Общеобразовательная школа, а также библиотека.

## Медицина
В посёлке есть амбулатория